# Dantès
Dantès, o Dai Liang en chino: 戴亮 es un cantautor francés, así como  escritor y presentador trilingüe (francés, chino e inglés).

## Biografía
Dantès es un artista intercultural que entrelaza el idioma chino con la manera de pensar francesa y el pop rock. Su LP, consiguió al cantante y precursor del Mandopop francés la invitación en numerosas ocasiones a algunos de los shows televisivos más populares y prestigiosos de China.
En 2006 lanzó su doble álbum titulado "Parfums d’extrêmes"  o Wo jide ni 我记得你 en chino mandarín. Ese mismo año, el álbum fue distribuido en China y en 2007 Dantès fue contratado por la compañía discográfica Jiesheng Records. 
Este sinólogo recibió la calurosa bienvenida de los medios de telecomunicación chinos, varios de los cuales le han catalogado, desde 2006, como el primer extranjero en escribir y cantar sus propias canciones en el idioma chino.

Durante los meses de abril y mayo de 2007, se organizaron numerosas conferencias de prensa para Dantès en  Suzhou y  Hangzhou, e incluso se le mencionó durante las noticias en televisión. Adicionalmente, en enero ese mismo año, Dantès fue entrevistado por el famoso presentador Yi Wen durante el programa de radio Zui ai K ge bang 最爱K歌榜 en Shanghai Love Radio. Suzhou, Hangzhou y la Radio francesa de Beijing (RCI) organizaron, así mismo, extensas entrevistas (cada una de ellas de una duración de más de una hora).
En 2008 Dantès fue invitado por la televisión francesa France 3 para hablar sobre sus experiencias y otros aspectos culturales.  En este período, los medios de comunicación franceses empezaron a fijarse en su trabajo. Para final del año, Dantès había completado su doctorado sobre la Industria Musical en China en la universidad Jean Moulin de Lyon. Sus escritos académicos fueron supervisados por Gregory B. Lee.
En 2009 Dantès sacó a la luz Dailiang con la compañía Jiesheng. Este es su segundo álbum doble, chino-francés. El artista incluye aspectos de la música tradicional china en sus melodías de pop rock, tales como la flauta dizi, el violín erhu, y la Ópera de Pekín. El álbum se distribuyó este mismo año en Francia con el sello discográfico Mosaic. Dantès fue invitado con frecuencia a actuar en el Canal Internacional de Shanghái ICS.  Por otro lado, se convirtió en presentador para el canal de televisión Young, en China. El mismo año, Dragon TV emitió Xia you Dailiang, un reportaje sobre Dantès. Para final de año Dantès organizó un concierto en Francia y fue entrevistado por los medios franceses.
En 2010 Dantès lanzó el sencillo  Shanghai y Franc Péret rodó un MTV para este. Las dos versiones de este single (una francés-chino y la otra, chino mandarín) fueron grabadas en Ulys Music Shanghai por el productor musical Ulys, quien ha trabajado con los más grandes en la escena de la música electrónica.
Ese año, Dantès fue invitado por el Consulado Francés a actuar durante el primer Festival Francés de la Música en Shanghái (Fête de la musique), y se le promocionó como el hombre francés que escribe y canta en chino. Dantès también fue entrevistado por periodistas franceses que vinieron a cubrir la Expo Shanghái 2012. Dantès se constituye embajador de la cultura francesa a las personas chinas, junto con el político francés Jack Lang. Un gran número de periodistas chinos han entrevistado al artista. Una de sus entrevistas más completas fue la realizada en el Estudio CCTV en la Expo de Shanghái.  Los medios de comunicación chinos también consideran a Dantès como el embajador cultural de la ciudad de Lyon.
En 2011 Dantès firmó con el sello Plaza Mayor para sus dos álbumes,  Parfums d’extrêmes y  Dailiang.
Fue invitado por la televisión de Suzhou para interpretar su éxito Liang qian nian wo lai dao Zhongguo. Dantès volvió una vez más al English Channel of Shanghai (ICS) como invitado al programa Cultural Matters donde habló sobre la Ópera de Pekín e interpretó su tema La muse aux lèvres rouges. En junio, Dantès actuó en el Festival de la Música de Shanghái por segunda vez. Entre los meses de julio y agosto rodó tres shows televisivos para Shanghai Media Group donde canta en dialecto shanghainés consiguiendo así más fanes. 
En octubre, Dantès trabajó en una canción con el compositor Peter Kam. La canción fue grabada por o "Garou (singer)" Garou quién tuvo un espectáculo ese mismo mes en la ciudad de Nanning.
En 2011 Dantès obtuvo cada vez más ofertas para presentar eventos. Fue copresentador con el famoso Sujing, en  « 2011 Chinese Culture Foreign Talents Show» para la Televisión de Suzhou. Fue seleccionado para presentar el programa YesHJ « Ohlala ». En el mismo año, fue presentador en dos eventos de gran repercusión para La Montre Hermès. También se le seleccionó para la fiesta del décimo aniversario de Esprit y el Festival Italiano de Suzhou.

## Discografía
Álbumes
2006 :   Parfums d’extrêmes (China, Zhongguo kexue)
2007 :  Parfums d’extrêmes (China, Jiesheng)
2009 :  Dailiang (China, Jiesheng)
2014 : Douce Chine (Dailiang, Routenote)
2023 : Pop Mandarine (Éditions Dailiang)
Sencillos
2010 :   Shanghai (single) (Ulys Music)
2012 :   Oh ma chérie (Single) (YesHJ)
2016 : Raison-Passion (Single) (DAILIANG)

## Libros
2008 : The Music Industry in China at the beginning of the 21st century, Phd Thesis, University Jean-Moulin Lyon 3
2010 : The Music Industry in China at the beginning of the 21st century,  o Editions Universitaires Européennes, 264 p.
2010 : Pass it on 盒子, Shangxia Trading (Shanghai) Co.,Ltd, China Science Culture Publishing House, 330 p : Traducción al francés del libro chino escrito por Peng Yangjun y Chen Jiaojiao
2012 : Le Français qui écrit et chante en chinois 下有戴亮, Libro billing (francés-chino), Yiwen Publishing House, 186 p

## Videoclips
2010 : Shanghai, rodado y dirigido por Franc Péret
2012 : Oh ma chérie, rodado y dirigido por Franc Péret
2012 : Zhongguo de Faguoren, rodado y dirigido por Jiangsu TV
2016 : J'aime la Maurienne, rodado y dirigido por Rémi Trouillon
2016 : Moliyene, rodado y dirigido por Rémi Trouillon
2018 : Meili Li'ang, rodado y dirigido por Franc Péret
2019 : Douce Chine, rodado y dirigido por Franc Péret
2021 : Des cimes, rodado y dirigido por Widou
2021 : Shan de Liwu, rodado y dirigido por Widou

## Filmografía
2006 : Tomorrow I am not a Lamb 明天我不是羔羊 (telenovela) : John
2012 : Shanghai Solo 小雷变奏曲 (telenovela) : Leon
2012 : Dream Big (corto) : Jiawen

## Canciones escritas para otros artistas
2001 : Piège à rêves (música) para Mickael André en su LP Piège à Rêves
2004 : J'attends (música) para Mickael André en su LP...pour Grandir
2006 : A trop vouloir (música) para Mickael André en su LP...pour Grandir
2009 : Au delà de tout (letra en francés y vocal) para la película Love in translation de Liang Shan
2011 : 左爱右爱(Zuo ai you ai) Título en francés : Amour hésitant, adaptación francesa de la canción china escrita por Peter Kam e interpretada por    Garou y Cao Fujia
2012 : Plus rien en stock (música) para Mickael André en su LP Plus léger
2012 : Je me libère (música) para Mickael André en su LP Plus léger

## Actuaciones principales y Apariciones en Televisión
2005 : Competition of Foreigners and Chinese Culture - shows emitidos del 9 al 13 de febrero de 2005 en Beijing Television
2008 : Dantès is on Earth - Reportaje emitido el 28 de octubre por Dragon TV
2008 : 2T3M - entrevista para Lyon TV
2009 : It's better in the morning - show transmitido en noviembre de 2009 por France 3
2012 : Culture Matters, programa emitido en 2012 en ICS
2012 : Expat Extra, reportaje transmitido en junio de 2012 en ICS
2013 : Culture Matters, programa emitido el 13 de abril de 2013 por ICS
2013 : Waiguoren zai Zhongguo, reportaje y entrevista retransmitidos el 15 y 16 de junio de 2013 en CCTV4 
2013 : Xunzhao Xin zhubo, Concurso emitdo en noviembre de 2013 por Henan Satellite
2014 : Culture Express, reportaje y entrevista retransmitidos en abril de 2014 en CCTV News
2014 : 50 anos, 50 testigos,  reportaje y entrevista retransmitidos en junio de 2014 en CCTV Francés
2017 : Surname, programa emitido en Shanxi Satellite
2018 : La Gaule d'Antoine Région, reportaje y entrevista retransmitidos en Canal+
2019 : Quoi de neuf en Chine, entrevista para CGTN
2021 : Ça commence aujourd'hui, entrevista para France 2